# Repowering
Repowering to proces zastępowania starszych elektrowni przez nowe, które mają większą moc zainstalowaną lub większą wydajność, które w efekcie przynoszą wzrost produkcji energii netto.

## Przykłady
Kraje takie, jak Niemcy czy Dania posiadające dużą liczbę zainstalowanych turbin wiatrowych i paneli słonecznych w stosunku do wielkości ich całkowitej powierzchni kraju, rozpoczęły proces repoweringu starszych turbin i paneli słonecznych, aby zwiększyć wielkość mocy zainstalowanej i produkcję energii elektrycznej.